# EMoviX
eMoviX es una pequeña versión de GNU/Linux en un CD de inicio, similar a Knoppix, que cuando es iniciada, automáticamente empezará a reproducir los archivos de vídeo que se encuentren en el directorio raíz. eMoviX sólo ocupa unos 8 megabytes de espacio en el CD/DVD dejando el resto para los archivos de video. Estos son reproducidos por MPlayer, un popular programa de código abierto para reproducir vídeo y audio. eMoviX tiene soporte para todos los formatos de video que MPlayer reproduce tales como DivX, MPEG-1, MPEG-2, MPEG-4, WMV y RealVideo, entre otros.